# (21602) Ialmène
(21602) Ialmène, désignation internationale (21602) Ialmenus, est un astéroïde troyen jovien.

## Description
(21602) Ialmène est un astéroïde troyen jovien, camp grec, c'est-à-dire situé au point de Lagrange L4 du système Soleil-Jupiter. Il présente une orbite caractérisée par un demi-grand axe de 5,199 UA, une excentricité de 0,062 et une inclinaison de 7,9° par rapport à l'écliptique.
Il est nommé en référence au personnage de la mythologie grecque Ialmène, acteur du conflit légendaire de la guerre de Troie.

## Compléments